# Nemocapnia japonica
Nemocapnia japonica is een steenvlieg uit de familie Capniidae. De wetenschappelijke naam van de soort is voor het eerst geldig gepubliceerd in 1953 door Kohno.